# Eugène Fichot
Pour les articles homonymes, voir Fichot.
Lazare Eugène Fichot (Le Creusot, 18 janvier 1867-Tabanac, 17 juillet 1939), est un ingénieur français. 

## Biographie
Il entre à l'École polytechnique en novembre 1884 et en sort élève ingénieur hydrographe en octobre 1886. De 1888 à 1890, il est envoyé en mission à Madagascar et aux Comores sur la Meurthe puis, en 1892, effectue les levés de l'embouchure de la Gironde. De 1894 à 1898, il travaille à des levés des côtes méditerranéennes sur la Chimère puis de 1899 à 1902, à bord de la Rance, de nouveau à ceux de Madagascar puis des côtes de Bretagne (1902-1903). 
Directeur des travaux de la mission hydrographique sur la Manche en Indochine (1905-1906 et 1910), il devient en 1912 chef de mission de la côte de France et termine son étude de l'estuaire de la Gironde. 
En 1915, il est affecté à terre dans l'artillerie de la 4e armée puis est nommé chef de la section des instruments scientifiques du Service hydrographique. En 1918, il effectue à Toulon des expériences de signalisation par rayons infrarouges.  
Ingénieur en chef de 1re classe (mai 1919) puis ingénieur général (décembre 1924), il devient en 1925 directeur du Service hydrographique. 
Membre de l'Académie des sciences (février 1925), président de la Société astronomique de France (de 1927 à 1929) et de la section des marées de l'Union internationale de géodésie et géophysique, il prend sa retraite en janvier 1932. 
Président du Bureau des longitudes (1932) et élu à l'Académie de marine (janvier 1935), Fichot laisse une œuvre considérable consacrée en particulier aux marées et à leur potentiel industriel. 

## Récompenses et distinctions
- Chevalier (30 décembre 1900), Officier (30 décembre 1911), Commandeur (20 juin 1925) puis Grand-Officier de la Légion d'honneur, 24 décembre 1931.